# Genetička divergencija
Genetička divergencija (srednjovj. lat. divergentia: razilaženje, odstupanje), proces u kojem najmanje dvije populacije neke predačke vrste akumuliraju tijekom vremena neovisne genske promjene (mutacije), često nakon što su populacije neko vrijeme bile reproduktivno izolirane. U nekim slučajevima subpopulacije koje žive u ekološki zasebnim perifernim okolišima mogu izražavati genetičku divergenciju od preostalog dijela populacije, navlastito kada je raspon populacije veoma velik (vidi parapatrijska specijacija). Genetičke razlike među divergentnim populacijama mogu obuhvaćati tihe mutacije (one koje nemaju učinka na fenotip) ili proizvesti značajne morfološke i/ili fiziološke promjene.
Genetička divergencija uvijek će pratiti reproduktivnu izolaciju, ili zbog novih, originalnih adaptacija putem selekcije i/ili zbog genetičkog drifta, i glavni je mehanizam na kojem počiva specijacija.

## Više informacija
- divergentna evolucija